# Teodora Ángelo Paleólogo
Teodora Ángelo Paleólogo (en griego: Θεοδώρα Άγγελίνα Παλαιολογίνα) fue una noble bizantina y madre del futuro emperador bizantino Miguel VIII Paleólogo, el fundador de la dinastía Paleólogo. Teodora era la hija del déspota Alejo Paleólogo e Irene Ángelo, la hija del emperador Alejo III Ángelo y Eufrósine Ducaina Camaterina.

## Matrimonio y descendencia
Teodora se casó alrededor de 1213 con Andrónico Paleólogo, el megadoméstico del Imperio de Nicea. Teodora y Andrónico tuvieron cuatro hijos:
- María Paleólogo (nombre monástico Marta) (1216 - ¿?), esposa de Nicéforo Tarcaniota.
- Irene Paleólogo (nombre monástico Eulogia) (1218 - 1284), esposa de Juan Cantacuceno y madre de Ana, consorte de Epiro y María Paleólogo, zarina de Bulgaria.
- Miguel VIII Paleólogo (1223 - 11 de diciembre de 1282), primer emperador bizantino de la dinastía de los Paleólogos.
- Juan Ducas Paleólogo (1225/1230-1272/1273 o 1274/1275), déspota y sebastocrátor.